# 伪猛熊蜂
伪猛熊蜂（学名：Bombus personatus），蜜蜂科熊蜂属的一种，分布于中国甘肃、青海及南亚克什米尔等地区。
在中国伪猛熊蜂于2023年被收录入《有重要生态、科学、社会价值的陆生野生动物名录》。